# JT Thor
Jokhow Panom "JT" Thor (Omaha, 26 augustus 2002) is een Amerikaans–Zuid-Soedanees basketballer.

## Carrière
Thor speelde collegebasketbal voor de Auburn Tigers van 2020 tot 2021. Hij werd in 2021 als 37e gekozen in de NBA draft dat jaar door de Detroit Pistons. In augustus werd hij samen met Mason Plumlee geruild naar de Charlotte Hornets voor Balša Koprivica. Bij de Hornets speelde hij van 2021 tot 2024, hij werd gedurende het seizoen 2021/22 uitgeleend aan de Greensboro Swarm.
Thor nam met de Zuid-Soedanese nationale ploeg deel aan de Olympische Zomerspelen in Parijs.

## Statistieken

### Regulier seizoen
| Seizoen  | Team              | WG  | WS | MPW  | 2P%  | 3P%  | FW%  | RPW | APW | SPW | BPW | PPW |
| -------- | ----------------- | --- | -- | ---- | ---- | ---- | ---- | --- | --- | --- | --- | --- |
| 2021/22  | Charlotte Hornets | 33  | 0  | 7,9  | 43,6 | 25,9 | 60,0 | 1,3 | 0,6 | 0,2 | 0,3 | 2,0 |
| 2022/23  | Charlotte Hornets | 69  | 8  | 14,0 | 39,9 | 31,7 | 70,2 | 2,2 | 0,5 | 0,3 | 0,3 | 3,8 |
| 2023/24  | Charlotte Hornets | 63  | 3  | 12,4 | 43,7 | 34,6 | 55,0 | 2,3 | 0,5 | 0,2 | 0,4 | 3,2 |
| Carrière | Carrière          | 165 | 11 | 12,2 | 41,8 | 32,0 | 64,4 | 2,1 | 0,5 | 0,2 | 0,4 | 3,2 |